# Doris Maletzki
Doris Maletzki, także Brachmann (ur. 11 czerwca 1952 w Salzwedel) – niemiecka lekkoatletka specjalizująca się w biegach sprinterskich, uczestniczka letnich igrzysk olimpijskich w Montrealu (1976), złota medalistka olimpijska w biegu sztafetowym 4 × 400 metrów. W czasie swojej kariery reprezentowała Niemiecką Republikę Demokratyczną.

## Sukcesy sportowe
- dwukrotna srebrna medalistka mistrzostw NRD w biegu na 200 metrów – 1973, 1974[1]
- srebrna medalistka mistrzostw Niemiec w biegu na 400 metrów – 1976[2]
- trzykrotna medalistka mistrzostw NRD w sztafecie 4 × 100 metrów – srebrna (1973) oraz dwukrotnie brązowa (1969, 1972)[3]
- trzykrotna medalistka mistrzostw NRD w sztafecie 4 × 400 metrów – dwukrotnie złota (1975, 1976) oraz srebrna (1974)[4]
- srebrna medalistka halowych mistrzostw NRD w biegu na 100 metrów – 1974[5]
- złota medalistka halowych mistrzostw NRD w biegu na 400 metrów – 1976[6]
- złota medalistka halowych mistrzostw NRD w sztafecie 4 x 1 okrążenie – 1973[7]

| Rok  | Miasto   | Zawody               | Konkurencja        | Wynik       |
| ---- | -------- | -------------------- | ------------------ | ----------- |
| 1974 | Rzym     | Mistrzostwa Europy   | sztafeta 4 × 100 m | złoty medal |
| 1976 | Montreal | Igrzyska olimpijskie | sztafeta 4 × 400 m | złoty medal |

## Rekordy życiowe
- bieg na 100 metrów – 11,1 – Drezno 20/07/1973
- bieg na 200 metrów – 22,3 – Drezno 21/07/1973
- bieg na 400 metrów – 50,34 – Berlin 10/07/1976
- sztafeta 4 × 100 metrów – 42,51 – Rzym 08/09/1974 (wspólnie z Renate Stecher, Christiną Heinich i Bärbel Eckert; rekord świata do 29/05/1976)[8]
- sztafeta 4 × 400 metrów – 3:19,23 – Montreal 31/07/1976 (wspólnie z Brigitte Rohde, Ellen Streidt i Christiną Brehmer; rekord świata do 11/09/1982)[9]